# Petit Beurre
Pour les articles homonymes, voir Beurre (homonymie).
Le Petit Beurre, ou Véritable Petit Beurre, connu également sous ses initiales VPB, est un biscuit nantais, dont le plus connu en France est le Petit Beurre de la société LU, devenu aujourd'hui un succès à l'échelle mondiale. Ce gâteau sec a été inventé en 1886 par Louis Lefèvre-Utile, à Nantes, en s'inspirant des productions anglaises de l'époque. Mais le Petit Beurre de LU n'est pas le premier à apparaître, aussi LU ne possède pas l'exclusivité de l'appellation.
Le substantif petit-beurre est passé dans la langue comme terme générique ; il prend alors un trait d'union et son pluriel petits-beurre est source de fautes d'orthographe. Il est connu dans les pays anglo-saxons sous le nom de French Petit Beurre.

## Petit Beurre LU
Le Petit Beurre LU a été inventé par Louis Lefèvre-Utile en 1886. Un découpoir de la forme du Petit Beurre date du 8 septembre 1886. Mais Louis Lefèvre ne dépose la marque « Petit Beurre LU » que le 9 avril 1888 au tribunal de commerce de Nantes.

### Caractéristiques
Il mesure 65 mm de long, 54 mm de large et 6,5 mm d'épaisseur pour un poids unitaire de 8,33 g. Son poids était de 10 grammes jusqu'au début du XXIe siècle[Quand ?] avant que la marque ne diminue la taille de chaque biscuit, en prétextant une meilleure cuisson avec le nouveau format, ce qui permet au passage une économie de matière non négligeable.
La surface du biscuit est lisse et possède 24 poinçons (4 lignes sur 6 colonnes) entremêlés de l'inscription « Lu Petit-Beurre Nantes » sur trois lignes. La lettre B du Petit-Beurre est située au centre du biscuit. Le biscuit est arrosé de lait avant de passer au four pour obtenir l'aspect doré à la cuisson. La dorure est uniforme sur l'ensemble de la partie centrale et plus soutenue sur les dents.
L'épaisseur de 8 biscuits est égale à la largeur, ce qui permet de réaliser un paquet de section carrée. Ainsi, les dimensions du gâteau étaient pensées afin de rationaliser l'emballage, le transport et le stockage (à l'origine boîtes de fer-blanc décorées de dessins faisant sa réclame).

### Fabrication
Dans son usine de La Haie-Fouassière à vingt kilomètres au sud-est de Nantes, LU produit un peu plus de neuf mille tonnes par an de Véritable Petit Beurre soit environ un milliard de biscuits, conditionnés dans quarante et un millions de paquets de VPB.

### Décoration
Le Petit Beurre LU est découpé avec quatre angles en forme d'oreilles, entre lesquelles on compte quatorze petites dents dans le sens de la longueur, dix petites dents dans celui de la largeur, soit cinquante deux dents et oreilles au total. De plus, le biscuit est perforé de vingt quatre coups de poinçons répartis en quatre lignes de six.

### Ingrédients et analyse nutritionnelle
Selon le fabricant, le Petit Beurre LU est actuellement constitué de :
- farine de blé : 73,5 % ;
- sucre et sucre glace ;
- beurre : 13,6 % ;
- lait écrémé en poudre : 1,3 % ;
- sel ;
- poudre à lever : bicarbonate de sodium, bicarbonate d'ammonium, acide citrique ;
- arôme.

Toujours selon la même source, les apports nutritionnels sont les suivants :
|                    | pour 100 g         | pour un biscuit  |
| ------------------ | ------------------ | ---------------- |
| Valeur énergétique | 440 kcal - 1850 kJ | 36 kcal - 154 kJ |
| Protéines          | 8 g                | 0,7 g            |
| Glucides           | 73 g               | 6,1 g            |
| Lipides            | 12 g               | 1 g              |

## Autres Petits Beurre

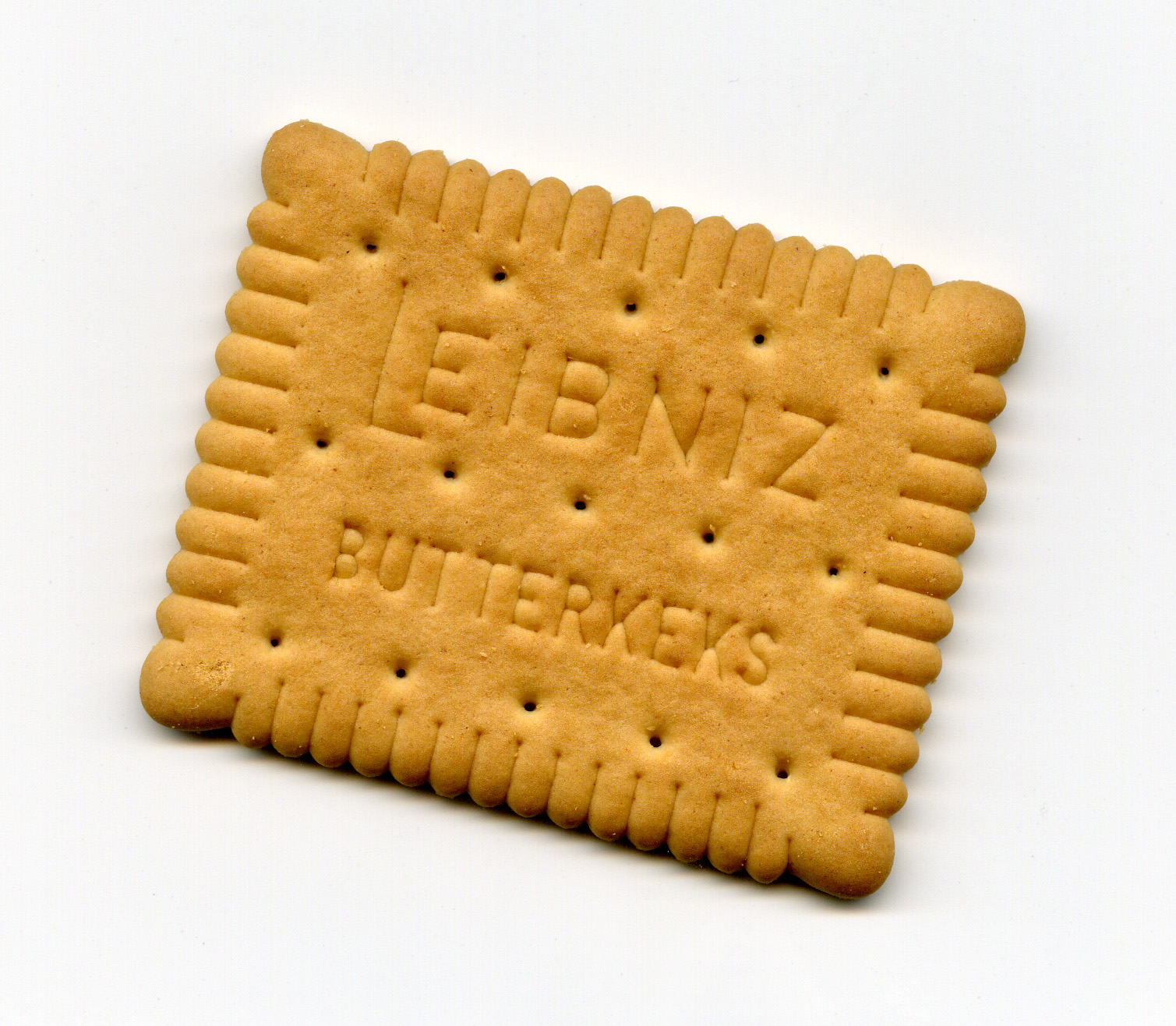
Leibniz-Keks

Lorsqu'il conçoit le Petit-Beurre, Louis Lefèvre-Utile est rapidement copié par ses concurrents. Il met alors en place une publicité dans laquelle il renomme son biscuit le « Véritable Petit Beurre ». Après de longues années,[Quand ?] il parvient à imposer la recette de base, sans ajout chimique, réduisant le nombre de concurrents.
D'autres petits-beurre sont produits en France comme le « Petit beurre de Lorient au sel de Guérande ».
En 1891 à Hanovre en Allemagne, la société Bahlsen commercialise un Butterkeks (biscuit au beurre très ressemblant au Petit Beurre français) appelé Leibniz-Keks en hommage au philosophe et mathématicien Gottfried Wilhelm Leibniz.
En Belgique, plus précisément en Flandre, ils sont connus sous le nom de Petit Beukelaer, en référence à Edward De Beukelaer, fondateur et dirigeant d'une biscuiterie chocolaterie du même nom.
Les Biscuits Leclerc, biscuiterie québécoise fondée en 1905, en fabriquent également sous la dénomination "Classic Cookies - Biscuits classiques PETIT BEURRE".
Les petits beurres menthe, une spécialité suisse, a été inventée par deux pâtissiers renommés qui ont choisi de réunir leurs passions pour arriver à un résultat qui leur a valu un succès dans leur pays.
Depuis les années 1980, la société malgache SOCOBIS produit le 18 Petits Beurre, inspiré par le Petit Beurre nantais.

## Dans la culture
Dans leur sketch Le Week-end, Chevallier et Laspalès mentionnent le petit beurre LU comme cadeau pour leurs hôtes quand ils sont invités.